# Ладзизе
Ладзи́зе, Лацизе (итал. Lazise) — коммуна в Италии, располагается в провинции Верона области Венеция.
Население составляет 6213 человек (на 2004 г.), плотность населения составляет 95 чел./км². Занимает площадь 64,95 км². Почтовый индекс — 37017. Телефонный код — 045.
Покровителем коммуны почитается святитель Мартин Турский. Праздник ежегодно празднуется 11 ноября.
На юге коммуны находится развлекательный комплекс Canevaworld, включающий в себя аквапарк, парк развлечений Movieland и средневековое шоу-турнир Medieval Times.

## Города-побратимы
- Розенхайм, Германия